# Tipula tonnoirana
Tipula tonnoirana är en tvåvingeart som beskrevs av Alexander 1968. Tipula tonnoirana ingår i släktet Tipula och familjen storharkrankar. Inga underarter finns listade i Catalogue of Life.